# Martin Josef Říha

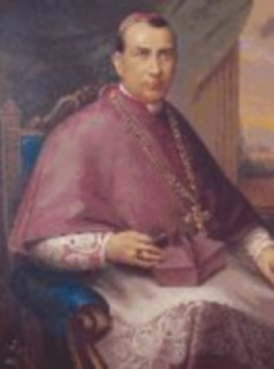
Martin Joseph Riha, Bischof von Budweis (1885–1907)

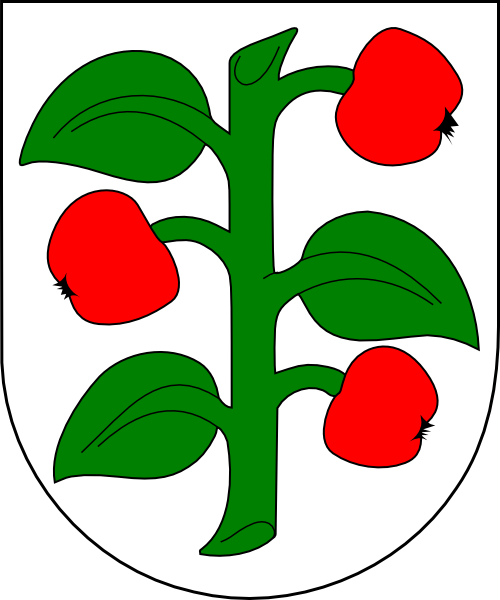
Wappen Martin Joseph Riha, Bischof von Budweis (1885–1907)

Martin Josef Říha (* 11. November 1839 in Oslov bei Písek; † 7. Februar 1907 in Budweis) war Bischof von Budweis.

## Leben
Martin Josef Říha empfing am 27. Juli 1862 in Budweis die Priesterweihe. Nach weiteren Studien erwarb er am 11. Juni 1869 an der Universität Wien den theologischen Doktorgrad. Am 1. Oktober 1871 wurde er zum Professor für Moraltheologie an die Theologische Hochschule Budweis berufen.
Nachdem der Budweiser Bischof Franz de Paula Graf von Schönborn 1885 zum Erzbischof von Prag transferiert worden war, ernannte Franz Joseph I., dem das Nominationsrecht in seiner Eigenschaft als Kaiser von Österreich zustand, am 7. Juli 1885 Martin Josef Říha zu dessen Nachfolger.
Der päpstlichen Bestätigung vom 27. Juli 1885 durch Leo XIII. folgten am 6. September 1885 die Bischofsweihe und die Inthronisation in der Budweiser Kathedrale durch Erzbischof Franziskus von Paula Schönborn. Von 1885 bis 1907 war er Abgeordneter des Böhmischen Landtags, ab 1905 Mitglied des Österreichischen Herrenhauses. Zudem wurde er mit dem Orden der Eisernen Krone II. Klasse ausgezeichnet. Verfasste zahlreiche Schriften zur Kirchen- und Religionsgeschichte.